# RMC Découverte
Pour les articles homonymes, voir RMC (homonymie).
Ne doit pas être confondu avec RMC Story, RMC Sport ou RMC Sport (agence de presse).
RMC Découverte est une chaîne de télévision française, filiale du groupe RMC BFM. Elle est lancée le 12 décembre 2012 à 13 h 10 sur le canal 24.
Les émissions phares de la chaîne sont Top Gear (les versions anglaise, française et américaine) et Storage Wars : Adjugé, vendu.

## Histoire
Après l'annonce du CSA pour un appel à candidature de six chaînes émettant sur la TNT française en haute définition, le groupe NextRadioTV envoie trois dossiers : RMC Sport HD (une chaîne d'information sportive), RMC Découverte diffusant des documentaires et BFM Business, chaîne économique émettant déjà sur la zone TNT parisienne. NextRadioTV choisit, pour sa chaîne documentaire, le nom de RMC Découverte afin de promouvoir la radio RMC dont le groupe est également propriétaire mais qui n'est pas reçue par toute la population française du fait de sa diffusion sur la FM.

### En 2012
Le 5 juin 2012, le CSA annonce que RMC Découverte sera diffusée sur la TNT à compter du 12 décembre 2012. Si la chaîne est reçue dans un premier temps par seulement 25 % de la population, dans les grandes agglomérations françaises, la couverture devra atteindre 67 % à l'issue de l'année 2013 et devrait culminer à 97 % en juin 2015,.

### En 2013
Dès le 20 décembre 2013, RMC Découverte est devenue, en matière d'audience, la première chaîne documentaire de la télévision française et fait jeu égal avec ses deux « rivales » en haute définition : HD1 et 6ter.

### En 2014
- Courant 2014, en audimétrie, RMC Découverte passe devant 6ter et fait jeu égal avec HD1.
- Depuis septembre 2014, selon Médiamétrie, RMC Découverte est devenue, en audience, la première des nouvelles chaînes de télévision HD (en passant devant HD1)[6].
- En décembre 2014, RMC Découverte bat son record historique d'audience, atteignant des résultats comparables à D17[7], confirmant ainsi sa première place en audimétrie des nouvelles chaînes de télévision HD[8].

### En 2015
En mars 2015 grâce au lancement du programme Top Gear France le mercredi soir, ainsi qu'aux soirées dites ésotériques du samedi soir (Alien Théory), la chaîne RMC Découverte confirme sa première place en audimétrie des nouvelles chaînes de télévision françaises HD[réf. souhaitée].
En juillet 2015, selon Médiamétrie, près de 23 millions de Français ont regardé RMC Découverte.
À partir de la rentrée 2015, l'objectif de la chaîne est de maintenir cette audience ciblée (soit un public haut de gamme ouvert aux émissions documentaires, ésotériques et sportives). La chaîne de télévision RMC Découverte, grâce à son audience en évolution croissante, atteint l'équilibre financier au premier semestre 2015.

### En 2016
Le 6 janvier 2016 RMC découverte lance la 2e saison de Top Gear France. Il y a en moyenne 700 000 spectateurs[réf. souhaitée].

### En 2017
Pour les sept premiers mois de 2017, RMC Découverte garde sa 11e place en audimétrie comparativement à l'ensemble des chaînes françaises de télévision hertziennes[source secondaire souhaitée].
Depuis le 4 décembre 2017 l’identité visuelle de la chaîne change.

### En 2018
En janvier 2018, RMC Découverte devient la 10e chaîne de télévision française en audimétrie[source secondaire souhaitée], avec 2,4 % d'audimat.

### En 2019
En août 2019, Free renouvelle sa décision de ne plus diffuser les quatre chaînes pour le 27 août. En cas de dépassement de la date le groupe devra une amende de cent mille euros par jour de retard.

### En 2020
RMC Découverte garde sa 9e place en audimétrie toutes chaînes de télévisions confondues.

### En 2025
La chaîne changera de nom à la rentrée 2025 à 6h, pendant l'émission Good Morning Business, et sera renommée RMC Docs tandis que RMC Story sera renommée RMC Life pendant l'émission Charles Matin. La chaîne adoptera également un nouveau logo ainsi qu'un nouvel habillage antenne.

## Identité graphique
À sa création, la chaîne affiche un logo représentant un globe – avec les mentions RMC DÉCOUVERTE et HD24, le tout inscrit dans un rectangle bleu foncé – et un habillage signé Les Télécréateurs. Mais quelques semaines après son lancement, il est alors déjà question de supprimer le globe du logo.
 Le 4 décembre 2017, RMC Découverte change de logo et d'habillage, le globe disparaissant ainsi que la mention  HD 24.
La mention RMC DÉCOUVERTE prend la couleur bleue, sans rectangle. Gédéon conçoit l'habillage visuel et l'habillage sonore est signé La Plage Records.

Logo de RMC Découverte du 12 décembre 2012 au 3 décembre 2017.
Logo de RMC Découverte du 4 décembre 2017 au 24 août 2025.

## Programmes
À son lancement, la chaîne annonce 80 % de programmes inédits en France et 80 % de programmes en HD et divise ses programmes en cinq thématiques — Aventures et Animaux, Sciences et Technologies, Histoire et Investigations, Real Life et Voyages et Art de vivre — dont l'une est proposée quotidiennement en première partie de soirée. Ainsi, au travers de ces thèmes sont par exemple diffusées des émissions consacrées à l'automobile, la Seconde Guerre mondiale ou encore l'ésotérisme. En plus de ces thématiques, elle diffuse tous les matins de la semaine, dans sa version télévisuelle, le programme matinal d'information de la radio nationale RMC, Bourdin Direct, sous la direction de Jean-Jacques Bourdin.
La chaîne a conclu des partenariats avec des producteurs internationaux tels que la BBC, National Geographic ou encore Discovery Channel. Obligée de diffuser au moins 40 % d'œuvres françaises, la chaîne prévoit d'investir 9 millions d'euros dans la production de 2013 à 2015.

### Émissions actuelles

#### Documentaires
- Alaska, la ruée vers l'or (depuis 2016)
- Alaska : seuls au monde (depuis 2017)
- Australie, la ruée vers l'or (depuis 2017)
- J'irai dormir chez vous (depuis 2021)[19],[20]
- Seuls face à l'Alaska (depuis 2013)
- Pêche XXL (depuis 2015)

#### Magazines
- 100 jours avec...(depuis 2021)
- Faites entrer l'accusé (depuis 2024)[21]
- Flic Story (depuis 2024)

#### Émissions automobiles
- Duel 2 mécaniques (depuis 2022)
- Top Gear (depuis 2012)[22]
- Top Gear France (depuis 2015)
- Top Mecanic (depuis 2022)
- Trésors de casse (depuis 2019)
- Vintage Mecanic (depuis 2016)
- Wheeler Dealers France (depuis 2016)

#### Information et sports
- Direct Quinté (depuis 2020)
- Good Morning business (depuis 2021)

## Présentateurs

### Présentateurs actuels
- François Allain (depuis 2016)
- Gerry Blyenberg (depuis 2016)
- Cyril Chauquet (depuis 2015)
- Laure Closier (depuis 2024)
- Christophe Delay (depuis 2024)
- Antoine de Maximy (depuis 2021)
- Olivier de Stefano (depuis 2022)
- François Dequidt (depuis 2025)
- Franck Galiègue (depuis 2025)
- Nicolas Guenneteau (depuis 2022)
- Nelson Jourdin (depuis 2019)
- Akram Junior (depuis 2025)
- Vincent Lagaf' (depuis 2022)
- Aurélien Letheux (depuis 2016)
- Dominique Rizet (depuis 2024)

## Audiences

### Historique
Dès le 20 décembre 2013, RMC Découverte est devenue, en termes d'audience, la première chaîne documentaire de la télévision française[réf. nécessaire] et fait jeu égal avec ses deux « rivales » en haute définition : HD1 et 6ter.
Depuis septembre 2014, selon Médiamétrie, RMC Découverte est devenue, en audience, la première des nouvelles chaînes de télévision HD.
En décembre 2014, RMC Découverte bat son record historique d'audience, atteignant des résultats comparables à D17, confirmant ainsi sa première place en audimétrie des nouvelles chaînes de télévision HD.
À partir du mois de janvier 2015, la chaîne devient, toujours en audimétrie la 16e chaîne française de télévision, se plaçant notamment devant D17 et France Ô et continue à progresser en audimétrie au cours de l'année, en passant à 1,5 % d'audience en mai.
Fin 2015, RMC Découverte confirme sa progression en passant de 1% d'audience pour l'année 2014 à 1,3 % d'audience pour l'année 2015[réf. souhaitée] et garde ainsi sa 16e place en audimétrie (toutes chaînes françaises de télévision hertziennes confondues).
En janvier et février 2016 avec 1,6 % d'audience, la chaîne affiche la meilleure audience de toute son histoire. En mars 2016, RMC Découverte passe devant la chaine Gulli et obtient ainsi la 15e place en audimétrie (toutes chaînes françaises de télévision hertziennes confondues).
En novembre 2016, réalisant son meilleur score de toute son histoire avec 2,1 % d'audience, RMC Découverte obtient directement la 11e place en audimétrie (toutes chaînes françaises de télévision hertziennes confondues) (à égalité avec NT1).
Pour les sept premiers mois de 2017, RMC Découverte garde sa 11e place en audimétrie de toutes chaînes françaises de télévision hertziennes confondues.

### Tableau récapitulatif des audiences
| Année | Janvier | Février | Mars   | Avril   | Mai     | Juin   | Juillet | Août    | Septembre | Octobre | Novembre | Décembre | Moyenne annuelle |
| ----- | ------- | ------- | ------ | ------- | ------- | ------ | ------- | ------- | --------- | ------- | -------- | -------- | ---------------- |
| 2012  | –       | –       | –      | –       | –       | –      | –       | –       | –         | –       | –        | 0,3 %**  | 0,3 %**          |
| 2013  | 0,3 %** | 0,3 %** | 0,4 %  | 0,4 %   | 0,5 %   | 0,5 %  | 0,6 %   | 0,6 %   | 0,5 %     | 0,6 %   | 0,6 %    | 0,8 %    | 0,5 %            |
| 2014  | 0,8 %   | 0,9 %   | 0,9 %  | 0,9 %   | 0,9 %   | 0,9 %  | 0,9 %   | 0,9 %   | 1,0 %     | 1,0 %   | 1,1 %    | 1,2 %    | 1,0 %            |
| 2015  | 1,2 %   | 1,2 %   | 1,3 %  | 1,5 %   | 1,5 %   | 1,3 %  | 1,4 %   | 1,4 %   | 1,3 %     | 1,2 %   | 1,3 %    | 1,5 %    | 1,3 %            |
| 2016  | 1,6 %   | 1,6 %   | 1,6 %  | 1,9 %   | 1,8 %   | 1,7 %  | 1,9 %   | 1,8 %   | 2,0 %     | 1,9 %   | 2,1%     | 2,1%     | 1,8 %            |
| 2017  | 2,1 %   | 2,1 %   | 1,9 %  | 2,0 %   | 2,1 %   | 2,1 %  | 2,1 %   | 2,1 %   | 2,0 %     | 2,1 %   | 2,2 %    | 2,4 %    | 2,1 %            |
| 2018  | 2,4 %   | 2,1 %   | 2,2 %  | 2,1 %   | 2,4 %   | 2,1 %, | 2,1 %,  | 2,4 %   | 2,3 %     | 2,2 %   | 2,3 %    | 2,3 %    | 2,2 %            |
| 2019  | 2,4 %   | 2,3 %   | 2,3 %  | 2,1 %   | 2,3 %   | 2,2 %  | 2,3 %   | 2,5 %*  | 2,2 %     | 2,3 %   | 2,4 %    | 2,5 %*   | 2,3 %*           |
| 2020  | 2,5 %*  | 2,2 %,  | 2,2 %, | 2,5 %*, | 2,5 %*, | 2,4 %  | 2,5 %*, | 2,5 %*, | 2,1 %,    | 2,1 %,  | 2,1 %,   | 2,1 %,   | 2,3 %*           |
| 2021  | 2,0 %   | 2,2 %   | 2,0 %, | 2,0 %,  | 2,1 %   | 2,0 %  | 1,8 %   | 1,9 %,  | 1,9 %,    | 1,9 %,  | 1,8 %,   | 1,8 %,   | 2,0 %            |
| 2022  | 1,9 %   | 1,8 %,  | 1,8 %, | 2,0 %   | 1,9 %,  | 1,9 %, | 1,7 %   | 2,0 %   | 1,9 %     | 2,2 %   | 2,0 %,   | 2,0 %,   | 1,9 %            |
| 2023  | 1,9 %   | 1,7 %   | 1,6 %  | 1,7 %   | 1,8 %   | 1,7 %  | 1,6 %   | 1,8 %   | 1,6 %,    | 1,6 %,  | 1,7 %    | 1,8 %    | 1,7 %            |
| 2024  | 1,7 %,  | 1,7 %,  | 1,8 %  | 1,9 %,  | 1,9 %,  | 1,8 %  | 1,5 %   | 1,6 %   | 1,8 %,    | 1,8 %,  | 1,8 %,   | 1,8 %,   | 1,8 %            |
| 2025  | 1,9 %,  | 1,9 %,  | 1,9 %, | 1,9 %,  |         |        |         |         |           |         |          |          |                  |

Source : Médiamétrie
Légende :

* : maximum historique.
** : minimum historique.
Meilleur score mensuel de l'année.
Moins bon score mensuel de l'année.

### Records d'audience
En plus de divers documentaires consacrés à la Seconde Guerre mondiale qui permettent à la chaîne d'assurer plusieurs de ses meilleures audiences en 2014, 2015 et 2016,, plusieurs émissions rencontrent un certain succès :
- Le programme automobile Top Gear, diffusé dans ses versions anglaise, française et américaine. Le premier épisode de Top Gear France diffusé le 18 mars 2015 a ainsi battu le record d'audiences de la chaîne en faisant 3,6 % de part de marché avec 926 000 téléspectateurs[107]. La version originelle de Top Gear est également, selon les sondages Médiamétrie, un programme très attendu.
- Pour la première fois en France et tous les matins de la semaine, la chaîne diffuse de 6 h à 8 h 30 le programme matinal d'information de la radio nationale RMC sous la direction de Jean-Jacques Bourdin, dans sa version télévisuelle[108].
- La série Ancient Aliens, diffusée aux États-Unis sur History Channel, est proposée régulièrement sous le nom Alien Theory. Ce programme consacré à l'ésotérisme et aux extraterrestres fait le buzz sur internet et permet à RMC Découverte d'être une chaîne très regardée le samedi soir.
- Les émissions de téléréalité consacrées aux ventes aux enchères de garde-meubles et containers, comme Storage Wars : Adjugé, vendu permettent à la chaîne d'assurer trois de ses dix meilleures audiences en 2015[106].

## Organisation

### Dirigeants et effectifs
Président-directeur général d'Altice Média
- de novembre 2000 à juin 2021 : Alain Weill
- de juillet 2021 à juillet 2024 : Arthur Dreyfuss
- depuis juillet 2024 : Nicolas de Tavernost

Directeur Général délégué, chargé de l’information et du sport du pôle audiovisuel
- depuis juillet 2019 : Hervé Beroud

Directeur Général
- de 2012 à 2021 : Guenaelle Troly
- depuis 2021 : Stéphane Sallé de Chou

Directrice des programmes
- depuis 2021 : Samantha Schmitt

### Budget
Si la chaîne, appartenant au groupe NextRadioTV qui est, entre autres, également propriétaire de BFM TV et BFM Business, démarre en décembre 2012 avec un budget de 16 millions d'euros, ce qui correspond au plus faible budget parmi les cinq autres chaînes lancées le même jour, elle prévoit, dans un premier temps d'atteindre à termes un budget de 35 millions d'euros avant de revoir ce budget à la hausse et d'annoncer un budget de 70 millions d'euros et 100 millions d'euros de chiffre d'affaires en 2018,. La chaîne accuse toutefois une perte de 6 millions d'euros en 2013 et ne prévoit de réaliser des bénéfices qu'en 2016.

### Siège
Le siège de RMC Découverte se situe au 2 rue du Général-Alain-de-Boissieu dans le 15e arrondissement de Paris. Elle rejoint les locaux de RMC Story, RMC Sport, BFM TV, BFM Radio, BFM Business, BFM Paris Île-de-France, les sièges du réseau BFM Régions et d’Altice Média.

## Diffusion
RMC Découverte propose sa diffusion sur la TNT, via les Satellite de Canal, TNT Sat et Fransat, via le Câble, l'ADSL ou la Fibre de SFR TV, Bouygues Telecom, Freebox TV ou La TV d'Orange, via l'Internet de Molotov TV et également ses programmes via son site internet et son application mobile.